# Open de Nice Côte d’Azur 2015
Open de Nice Côte d’Azur 2015 byl tenisový turnaj pořádaný jako součást mužského okruhu ATP World Tour, který se hrál na otevřených antukových dvorcích areálu Nice Lawn Tennis Club, ležícím na Francouzské riviéře. Konal se mezi 178. až 23. květnem 2015 ve francouzském Nice jako 31. ročník turnaje.
Turnaj s rozpočtem 439 405 eur patřil do kategorie ATP World Tour 250. Jako nejvýše nasazený hráč ve dvouhře hrál sedmnáctý muž žebříčku John Isner ze Spojených států, kterého v semifinále vyřadil pozdější rakouský vítěz turnaje Dominic Thiem. Soutěž čtyřhry ovládl chorvatsko-americký pár Mate Pavić a Michael Venus.

## Rozdělení bodů a finančních odměn

### Rozdělení bodů
| Soutěž       | vítězové | finalisté | semifinalisté | čtvrtfinalisté | 16 v kole | 32 v kole | Q  | Q3 | Q2 | Q1 |
| ------------ | -------- | --------- | ------------- | -------------- | --------- | --------- | -- | -- | -- | -- |
| dvouhra mužů | 250      | 150       | 90            | 45             | 20        | 0         | 12 | 6  | 0  | 0  |
| čtyřhra mužů | 250      | 150       | 90            | 45             | 0         |           |    |    |    |    |

### Finanční odměny
| Soutěž                              | vítězové | finalisté | semifinalisté | čtvrtfinalisté | 16 v kole | 32 v kole | Q3   | Q2   | Q1 |
| dvouhra                             | €80 000  | €42 100   | €22 800       | €12 990        | €7 655    | €4 535    | €730 | €350 | —  |
| čtyřhra                             | €24 280  | €12 760   | €6 920        | €3 960         | €2 320    | —         | —    | —    | —  |
| částka ve čtyřhře je uvedena na pár |          |           |               |                |           |           |      |      |    |

## Mužská dvouhra

### Nasazení
| Stát                           | Hráč           | ATP | Nasazení |
| ------------------------------ | -------------- | --- | -------- |
| Francie                        | Gilles Simon   | 12. | 1.       |
| USA                            | John Isner     | 17. | 2.       |
| Lotyšsko                       | Ernests Gulbis | 22. | 3.       |
| Argentina                      | Leonardo Mayer | 25. | 4.       |
| Austrálie                      | Bernard Tomic  | 27. | 5.       |
| Austrálie                      | Nick Kyrgios   | 30. | 6.       |
| USA                            | Jack Sock      | 33. | 7.       |
| Argentina                      | Juan Mónaco    | 36. | 8.       |
| Žebříček ATP k 11. květnu 2015 |                |     |          |

### Jiné formy účasti
Následující hráči obdrželi divokou kartu do hlavní soutěže:
- Maxime Hamou
- Thanasi Kokkinakis
- Lucas Pouille

Následující hráči postoupili z kvalifikace:
- Ruben Bemelmans
- Samuel Groth
- Gianni Mina
- Michael Venus
  -  Quentin Halys – jako šťastný poražený
  -  Frances Tiafoe – jako šťastný poražený

### Odstoupení
před zahájením turnaje
- Simone Bolelli → nahradil jej Dušan Lajović
- Guillermo García-López → nahradil jej James Duckworth
- Martin Kližan → nahradil jej Benoît Paire
- Thanasi Kokkinakis → nahradil jej Frances Tiafoe
- Diego Schwartzman → nahradil jej Alexandr Dolgopolov
- Gilles Simon → nahradil jej Quentin Halys

### Skrečování
- Nick Kyrgios
- Bernard Tomic

## Mužská čtyřhra

### Nasazení
| Stát                                                                      | Hráč              | Stát      | Hráč           | ATP | Nasazení |
| ------------------------------------------------------------------------- | ----------------- | --------- | -------------- | --- | -------- |
| Nizozemsko                                                                | Jean-Julien Rojer | Rumunsko  | Horia Tecău    | 25. | 1.       |
| Kanada                                                                    | Daniel Nestor     | Rakousko  | Alexander Peya | 34. | 2.       |
| USA                                                                       | Eric Butorac      | Austrálie | Samuel Groth   | 74. | 3.       |
| Španělsko                                                                 | David Marrero     | Pákistán  | Ajsám Kúreší   | 82. | 4.       |
| Žebříček ATP k 11. květnu 2015; číslo je součtem umístění obou členů páru |                   |           |                |     |          |

### Jiné formy účasti
Následující páry obdržely divokou kartu do hlavní soutěže:
- Hsieh Cheng-peng /  Wang Chieh-fu
- Benoît Paire /  Lucas Pouille

### Odhlášení
před zahájením turnaje
- Bernard Tomic

## Přehled finále

### Mužská dvouhra
- Dominic Thiem vs.  Leonardo Mayer, 6–7(8–10), 7–5, 7–6(7–2)

### Mužská čtyřhra
- Mate Pavić /  Michael Venus vs.  Jean-Julien Rojer /  Horia Tecău, 7–6(7–4), 2–6, [10–8]